# Nationalsozialistische Rassenhygiene

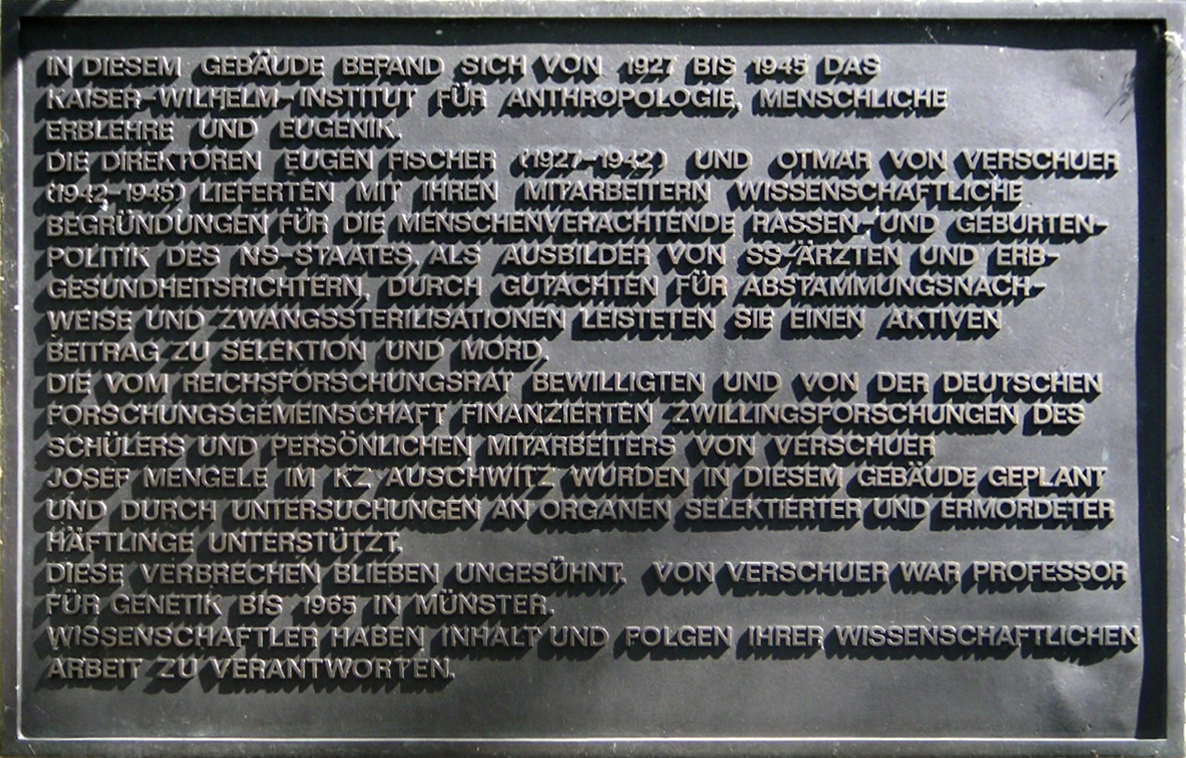
Gedenktafel zur Erinnerung an die Rolle der Eugeniker bei NS-Verbrechen, Berlin

Die nationalsozialistische Rassenhygiene (oder NS-Rassenhygiene) war die zur Zeit des Nationalsozialismus betriebene Radikalvariante der Eugenik, damals auch Erbpflege genannt. Die praktische Umsetzung erfolgte ab 1935 im Gesetz zum Schutz des deutschen Blutes und der deutschen Ehre („Blutschutzgesetz)“ und dem Gesetz zum Schutze der Erbgesundheit des deutschen Volkes („Ehegesundheitsgesetz“) mit den darin festgelegten Eheverboten sowie im Gesetz zur Verhütung erbkranken Nachwuchses durch Zwangssterilisationen bei verschiedenen Krankheitsbildern und Zwangsabtreibungen bis hin zur „Vernichtung lebensunwerten Lebens“ in der „Aktion T4“ sowie der so genannten „Kinder-Euthanasie“ im Rahmen der Krankenmorde in der Zeit des Nationalsozialismus. Schließlich organisierte das NS-Regime europaweit unter dem verkleisternden Namen/Unwort der Endlösung den Massenmord an den europäischen Juden in den von der SS betriebenen Vernichtungslagern.
Die NS-Machthaber ermöglichten den Eugenikern/Rassenhygienikern in Deutschland eine radikalere Umsetzung ihrer Ideen, als dies ihren Kollegen zum Beispiel in Großbritannien, den USA oder Schweden möglich war. Die meisten schlossen sich dem Nationalsozialismus an. Von den bekanntesten Anthropologen, Humangenetikern und Rassenhygienikern der NS-Zeit, deren Personalakten im Berlin Document Center (BDC) lagern, waren mehr als 90 % Mitglieder der NSDAP, 36 % davon gehörten der SS und 26 % der SA an.

## Ideologische Grundlagen

### Begriff
Rassenhygiene war ursprünglich der deutsche Begriff für Eugenik. Die Inhalte sind jeweils nicht eindeutig abgegrenzt, die Termini werden oft synonym gebraucht.
Der Begriff geht zurück auf den Arzt Alfred Ploetz, der ihn in seinem Buch Die Tüchtigkeit unserer Rasse und der Schutz der Schwachen von 1895 erstmals als deutsches Synonym für Eugenik verwendete.

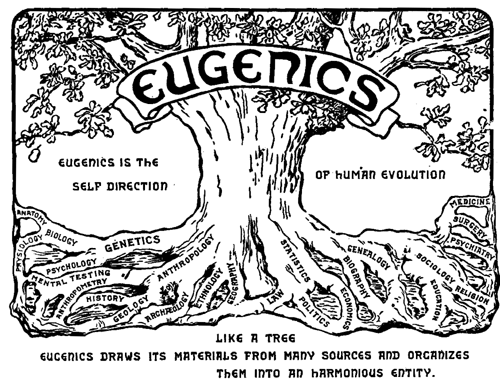
„Eugenik ist die Selbststeuerung der menschlichen Evolution“: Logo der zweiten Internationalen Eugenik-Konferenz, 1921

Die Bezeichnung Rassenhygiene deutet, beeinflusst vom modernen Rassismus, schon auf eine stärkere Gewichtung des Begriffes Rasse hin. Während sich die Eugenik ursprünglich die „Aufartung“, das heißt die Auslese gesunder und vermeintlich hochwertiger Erbanlagen, zum Ziel setzte und es dabei nicht um die Züchtung einer besonderen, etwa „arischen Rasse“, sondern vielmehr um die Entwicklung einer „Vitalrasse“, also einer „erbgesunden“ Menschheit, ging, fiel der Gedanke einer nordischen „Herrenrasse“ besonders in Deutschland auf fruchtbaren Boden. Wissenschaftler, die sich wie der Arzt Wilhelm Schallmayer für einen neutraleren Begriff als den der Rassenhygiene aussprachen, konnten sich nicht durchsetzen. Schallmayer sprach von „Rassehygiene“ statt „Rassenhygiene“, um sich von der zunehmenden typologischen Verwendung des Rassenbegriffs abzugrenzen, die vor allem mit der in Mode gekommenen Rezeption Gobineaus zusammenhing. Schallmayer schlug auch Eugenik und Nationalbiologie (analog zu Nationalökonomie) vor.
Man unterscheidet zwischen positiver Eugenik oder positiver Rassenhygiene, also der vermeintlichen Verbesserung des Erbgutes durch züchterische Maßnahmen z. B. Förderung kinderreicher Familien, und negativer Eugenik oder negativer Rassenhygiene, das heißt der Beseitigung unerwünschtem Erbgutes aus dem Genpool einer Bevölkerung zugunsten zukünftiger Generationen.
Die Idee der Eugenik oder Rassenhygiene reicht weit zurück und ist ein nicht auf Deutschland beschränktes Phänomen. Ihre Anfänge liegen vor allem in England.

### Grundlagen
Eine wesentliche Grundlage der Rassenhygiene ist der Sozialdarwinismus. Er beruht auf der Übertragung zentraler Metaphern (struggle for life, auf Deutsch häufig mit „Kampf ums Dasein“ übersetzt) aus der von Charles Darwin entworfenen biologischen Evolutionstheorie auf die menschliche Gesellschaft. Darwin selbst war kein Sozialdarwinist; denn Eigenschaften wie der Altruismus werden von Darwins Evolutionstheorie unterstützt. Das eigentliche Konzept des Sozialdarwinismus stammt von Herbert Spencer. Spencer prägte auch den (häufig fälschlich Darwin zugeschriebenen) Begriff vom survival of the fittest („Überleben der Geeignetsten/am besten Angepassten“, fälschlicherweise auch „Überleben der Stärksten“). Während hieraus in Deutschland das Überleben der geeignetsten Rasse wurde, blieb es in Großbritannien das Überleben der geeigneten Individuen.
Im Jahr 1920 erschien die Schrift Die Freigabe der Vernichtung lebensunwerten Lebens. Ihr Maß und ihre Form von Karl Binding und Alfred Hoche, die über medizinische Fachkreise hinaus eine starke Wirkung auch auf Juristen und eine interessierte Öffentlichkeit ausübte. Bereits 1929 erklärte Adolf Hitler auf dem NSDAP-Parteitag in Nürnberg:

„[…] würde Deutschland jährlich eine Million Kinder bekommen und 700.000 bis 800.000 der Schwächsten beseitigt, dann würde am Ende das Ergebnis vielleicht sogar eine Kräftesteigerung sein.“

Einen wesentlichen Einfluss auf die Entstehung der Rassenhygiene-Ideologie hatte zunächst Houston Stewart Chamberlains rassistisches Hauptwerk Die Grundlagen des neunzehnten Jahrhunderts, das von seiner Ersterscheinung 1899 bis 1944 24 Neuauflagen erlebte. Weitere Vordenker aus der Zeit vor 1933 waren Ernst Haeckel (1834–1919), Alfred Ploetz (1860–1940), Alfred Hoche (1865–1934) und Karl Binding (1841–1920), Alfred Methner (1857–1933) sowie Fritz Lenz (1887–1976). Auch Hans F. K. Günther (1891–1968), der als „Rassengünther“ bekannt gewordene meistgelesene Rassentheoretiker der NS-Zeit, hat die Mehrzahl seiner einschlägigen Schriften – darunter etwa die Rassenkunde des deutschen Volkes und die Rassenkunde des jüdischen Volkes –, bereits in den 1920er Jahren veröffentlicht.
Eine ausführlichere Darstellung zu den Grundlagen der Rassenhygiene siehe unter Eugenik#Grundlagen

### Vorgeschichte
In einer geschichtlichen Gesamtbetrachtung kommt das Autorenteam Weingart/Kroll/Bayertz zu dem Schluss, dass die Mehrzahl der Eugeniker „nationalistisch, wenn nicht gar völkisch, rassistisch oder nationalsozialistisch“ gewesen sei. Die hinter der Rassenhygiene stehenden rassistischen Ideen sind allerdings nicht allein auf Seiten der völkischen Bewegung zu finden. Unter anderen Zielrichtungen finden sich rassenhygienische Ideen auch bei bürgerlichen, demokratischen, sozialistischen, sozialdemokratischen, liberalen oder christlichen Autoren. Grundlage ist vor allem die Sorge vor einer genetischen und kulturellen Degeneration bzw. „Entartung“ der Menschheit sowie die Neuordnung der Sexualität unter einem rationalistischen Dispositiv.

### Rassenhygiene und Hitlers „Mein Kampf“
Hitler hatte sich während seiner Festungshaft in Landsberg am Lech intensiv mit der Rassenhygiene beschäftigt. Unter anderem las er den 2. Band des Werks Grundriss der menschlichen Erblichkeitslehre und Rassenhygiene von Erwin Baur, Eugen Fischer und Fritz Lenz, also den von Lenz verfassten Teil Menschliche Auslese und Rassenhygiene. Ideen dieses Werkes gingen in Hitlers Mein Kampf ein, einige Passagen sind fast wörtlich übernommen. So lässt Hitler keinen Zweifel daran, dass er ein rigoroses anti-natalistisches Programm durchführen will: „Er“ [der völkische Staat] „muß dafür Sorge tragen, dass nur wer gesund ist, Kinder zeugt, dass es nur eine Schande gibt: bei eigener Krankheit und eigenen Mängeln dennoch Kinder in die Welt zu setzen […].“ Von „Euthanasie“ ist in Mein Kampf keine Rede.
Lenz wiederum rezensierte Mein Kampf nach den Zugewinnen der NSDAP bei den Reichstagswahlen 1930 in einem Artikel im Archiv für Rassen- und Gesellschaftsbiologie.

„[Hitler ist] der erste Politiker von wirklich großem Einfluss, der die Rassenhygiene als eine zentrale Aufgabe aller Politik erkannt hat und der sich tatkräftig dafür einsetzen will.“

Lenz schrieb in der vierten Auflage des Standardwerkes Menschliche Erblichkeitslehre und Rassenhygiene:

„[D]ass der Nationalsozialismus ehrlich eine Gesundung der Rasse anstrebt, ist nicht zu bezweifeln.“

## Rassenhygiene im Nationalsozialismus

### Bevölkerungspolitik der Nationalsozialisten

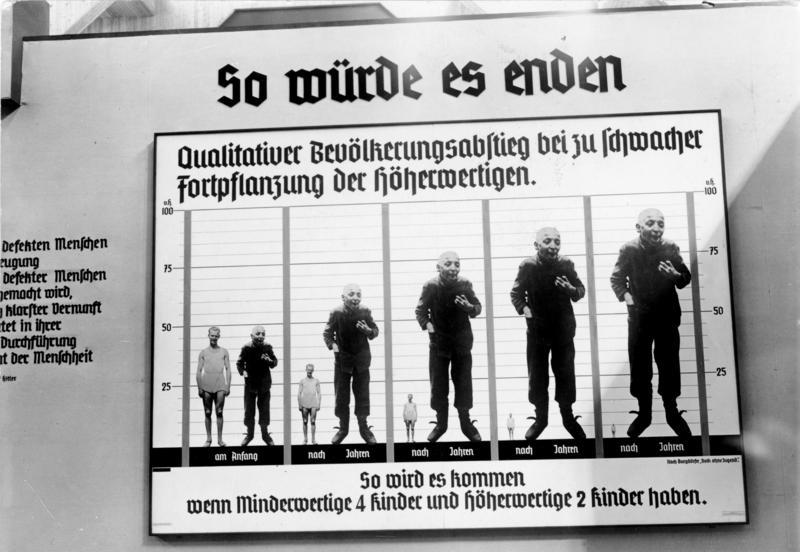
Ein „Informationsplakat“ aus der Ausstellung Wunder des Lebens 1935 in Berlin

Bis zur nationalsozialistischen „Machtergreifung“ 1933 verlief der Prozess der politischen Implementierung des rassenhygienischen Programms in Deutschland in denselben Bahnen wie in anderen westeuropäischen Staaten. Mit der Machtergreifung setzte jedoch ein Radikalisierungsprozess ein. Die Rassenhygiene hatte den Boden geebnet für die Bevölkerungspolitik der Nationalsozialisten.
Der NS-Staat war sowohl an einer quantitativen als auch einer qualitativen Bevölkerungspolitik interessiert. Diese umfasste einerseits pro-, andererseits antinatalistische Maßnahmen, um Art und Umfang der Bevölkerung gemäß der NS-Rassenlehre zu steuern. Neben der Förderung des „erbgesunden“ und „arischen“ Nachwuchses sollte die Anzahl der vom Nationalsozialismus als erbkrank und nicht-arisch definierten Menschen durch „Ausmerzung“, Sterilisation und Verfolgung vermindert werden. Zu diesem Zweck wurden Gesetze erlassen und Behörden geschaffen, wie zum Beispiel die Erbgesundheitsgerichte oder die Rassenhygienische und bevölkerungsbiologische Forschungsstelle.
Bereits seit 1933 sollte ein intensives Propagandaprogramm für Akzeptanz in der Bevölkerung bezüglich rassenhygienischer Maßnahmen sorgen. Neben Vorträgen und Schulungen in Krankenhäusern und psychiatrischen Anstalten, die Ärzte und Pflegepersonal für die neuen Aufgaben gewinnen und vorbereiten sollten, wurde die Bevölkerung durch Einsatz sämtlicher zur Verfügung stehender Medien zu manipulieren versucht. In Filmen wie Erbkrank und Opfer der Vergangenheit wurden Kranke mit Mördern in einen Topf geworfen und Behauptungen wie: „Das jüdische Volk stellt einen besonders hohen Hundertsatz an Geisteskranken“ aufgestellt. Durch Zeitschriften, Plakate, Kalender, bei Kundgebungen und im Schulunterricht wurde rassenhygienisches Gedankengut verbreitet.
Insgesamt blieb die deutsche Bevölkerung aber skeptisch, beschränkte sich der potenzielle Opferkreis – anders als bei der Politik gegen deutsche Juden – hier doch nicht mehr ausschließlich auf eine mehr oder weniger scharf umrissene Personengruppe, sondern konnte potenziell jeden miteinschließen.

### Pronatalistische Politik
Die Zwischenkriegszeit war von Geburtenstagnation und Überalterung der Deutschen geprägt. Vor 1910 waren stets jährlich über 30 Geburten auf 1000 Einwohner gekommen – seit 1926 weniger als 20. Die Nationalsozialisten wollten durch eine pronatalistische Politik den Geburtenrückgang in den Griff bekommen und die „Gebärleistung“ der deutschen Frau steigern. Dabei waren nur Kinder „rassisch wertvoller“ Frauen erwünscht. Die Fortpflanzung jener 20–30 Prozent der deutschen Bevölkerung, die nach strengen rassenhygienischen Kriterien als „minderwertig“ galten, sollte dagegen verhindert werden. Gesundheitsprüfungen regelten, dass nicht jede Frau heiraten durfte, wobei besonders strenge Maßstäbe für die Ehepartnerinnen von Berufssoldaten und SS-Angehörigen angelegt wurden.

#### „Lebensborn“ und Abtreibungsverbot

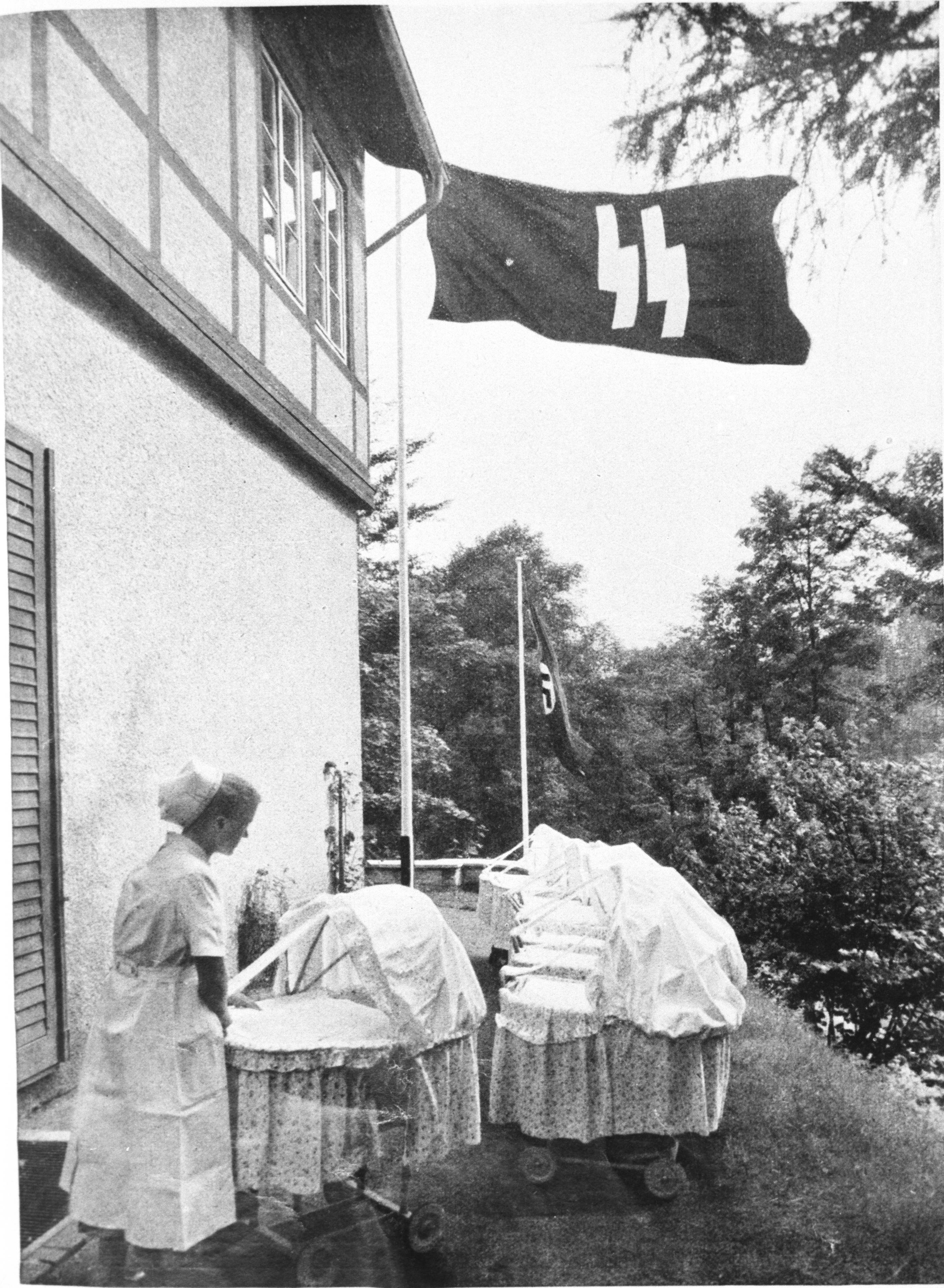
Schwester in einem Lebensbornheim, Bundesarchiv, aus: SS-Leitheft 9/3, 1943, S. 33 f.

1935 gründete Heinrich Himmler den Lebensborn e. V., der sich zur Aufgabe machte, „den Kinderreichtum in der SS zu unterstützen, jede Mutter guten Blutes zu schützen und zu betreuen und für hilfsbedürftige Mütter und Kinder guten Blutes zu sorgen“. Lebensborn gab unverheirateten „wertvollen“ Frauen die materielle Möglichkeit, ihre Kinder auszutragen, und bot ihnen so eine Alternative zur Abtreibung. Zu den ersten Gesetzen, die das neue Regime erließ, gehörte die Wiedereinführung der §§ 219 und 220 des Strafgesetzbuches, die Abtreibungen wieder stärker unter Strafe stellten. Waren vor 1933 Abtreibungen vorwiegend mit Geld- und Gefängnisstrafen von weniger als drei Monaten geahndet worden, so nahm unter der NS-Herrschaft der Anteil der höheren Gefängnisstrafen deutlich zu.
Zugleich wurde der Zugang zu Verhütungsmitteln erschwert. Frauen „guten Blutes“ sollten Schwangerschaften künftig weder verhindern noch abbrechen können. Kinder von Jüdinnen oder anderen unerwünschten Gruppen durften dagegen ohne Angabe von Gründen abgetrieben werden.
Ab 1942 wurden wegen niedriger Geburtenraten „arisch“ aussehende, blonde und blauäugige Kinder aus besetzten Gebieten, die als „arisierbar“ galten, verschleppt und germanisiert.

#### Kindergeld und Ehestandsdarlehen
Neben repressiven Maßnahmen setzte das Regime auf finanzielle Anreize, um „rassisch wertvolle“ Frauen zur Reproduktion zu bewegen. Kinderreiche Ehepaare wurden steuerlich begünstigt und finanziell unterstützt. Seit 1936 erhielten Arbeiter- und Angestelltenfamilien, deren Monatseinkommen unter 185 Reichsmark lag, für das fünfte und jedes weitere Kind 10 RM monatlich. Zwei Jahre später wurde dieses Kindergeld bereits für das dritte und vierte Kind bereitgestellt.
Einen weiteren Anreiz stellte das Angebot eines Ehestandsdarlehens dar. Seit 1933 konnten Heiratswillige, die den rassischen und sozialen Qualitätsanforderungen genügten, ein Darlehen in Höhe von bis zu 1000 RM beanspruchen. Neben der Erleichterung von Eheschließungen und Haushaltsgründungen sollte das Darlehen auch für mehr Kinder pro Ehe sorgen: Die Darlehensschuld verminderte sich pro Kind um ein Viertel und galt nach vier Geburten als „abgekindert“.

#### Propaganda und „Mutterkreuz“

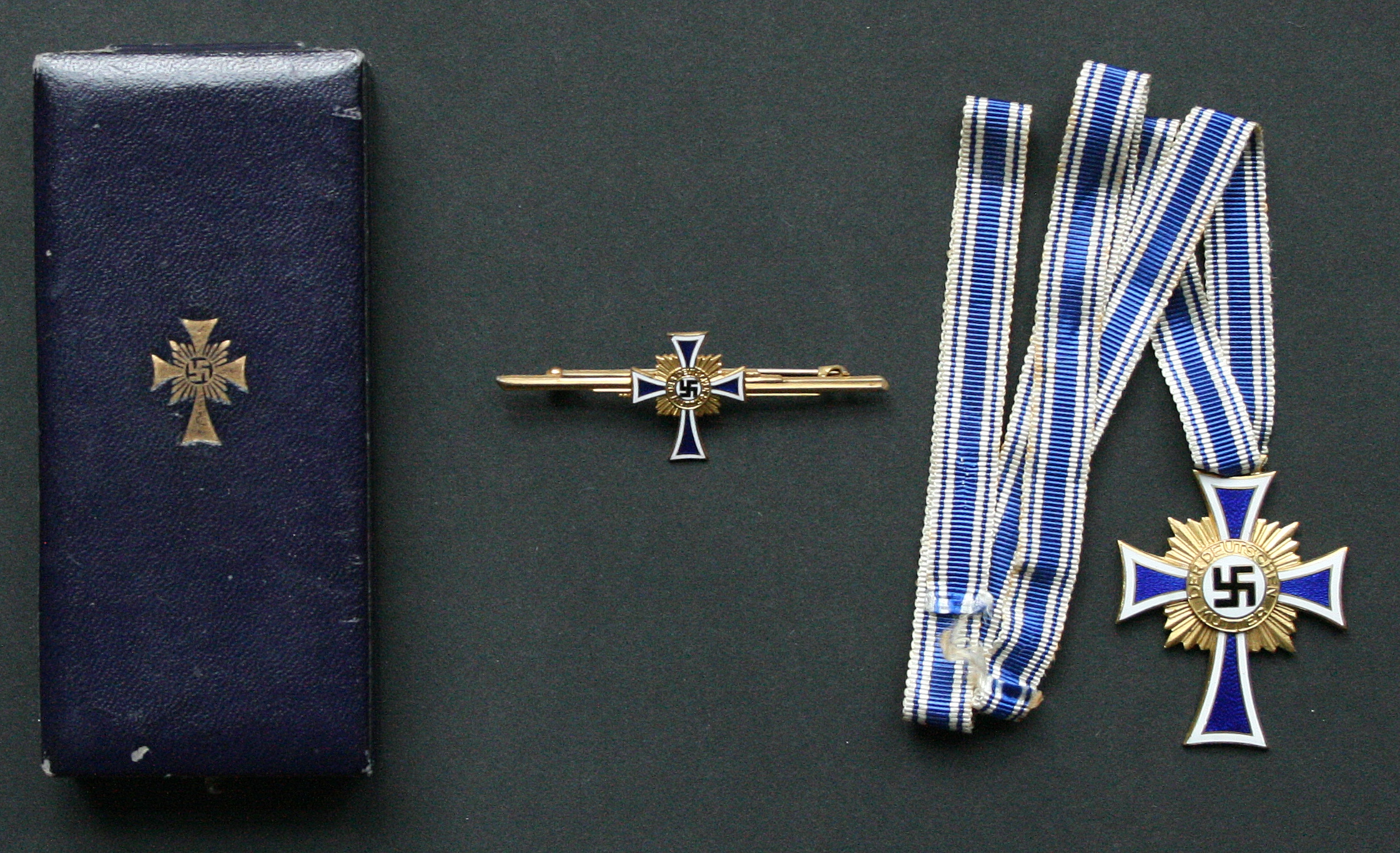
Mutterkreuz der 1. Stufe in Gold (acht oder mehr Kinder) mit Spange und Schatulle

Über repressive und finanzielle Maßnahmen hinaus sollte eine wohl inszenierte Propaganda dafür sorgen, dass Frauen ihrer wichtigsten staatsbürgerlichen Aufgabe, Kinder zu gebären und aufzuziehen, gerecht wurden. Immer wieder betonten führende Politiker, jedes Kind, das zur Welt gebracht wird, sei „eine Schlacht, die sie [die Mutter] besteht für das Sein oder Nichtsein ihres Volkes“. Mutterschaft galt nicht mehr als Privatsache, sondern wurde in den Dienst der rassenhygienischen Politik gestellt. Ihr Wert – zum Beispiel für die Bevölkerungspolitik – wurde durch eine Vielzahl öffentlicher Zeremonien unterstrichen. So feierte das Dritte Reich den Muttertag als nationales Fest mit offiziellen Ehrungen gebärfreudiger Mütter, mit Reden und Geschenken. Am Muttertag 1939 verlieh der Staat etwa drei Millionen Frauen das „Ehrenkreuz der deutschen Mutter“.

#### Erfolg der pronatalistischen Politik
Tatsächlich stieg die Geburtenrate: 1939 lag sie mit 20,4 Geburten pro 1000 Einwohner um mehr als fünf Punkte höher als 1932 und hatte fast wieder das Niveau von 1924 erreicht. Ob dieser Anstieg auf die nationalsozialistischen Geburtensteigerungsmaßnahmen zurückging, ist fraglich. Dass in den fünf Jahren nach 1933 mehr Kinder geboren wurden als in der entsprechenden Zeit zuvor, bedeutete nicht etwa, dass die Kinderzahl pro Ehe stieg. Alle Bemühungen, die Entwicklung zur Zwei-Kinder-Familie aufzuhalten, scheiterten. In den 1920 geschlossenen Ehen kamen durchschnittlich 2,3 Kinder zur Welt, in den 1930 und 1940 geschlossenen jedoch nur noch 2,2 beziehungsweise 1,8 Kinder. Die durchschnittliche Haushalts- und Familiengröße schrumpfte auch im Dritten Reich weiter. Ehepaare ließen sich offensichtlich weder durch Abtreibungsverbot noch Kindergeld oder Ehestandsdarlehen davon abhalten, die Zahl ihres Nachwuchses klein zu halten.

### Antinatalistische Politik und negative Eugenik
Stärker als auf die positiven eugenischen Maßnahmen legten die Nationalsozialisten Gewicht auf die Ausschaltung des „schlechten“ Erbgutes. Die Grundlagen für das Vorgehen gegen unerwünschte Genträger finden sich bereits in der rassenhygienischen Entwicklung vor 1933. Bei der negativen Eugenik werden die gegenseitige Beeinflussung und die Zusammenarbeit zwischen Rassenhygiene und Nationalsozialismus besonders deutlich. Die erbmedizinische Rassenhygiene mischte sich dabei mit anthropologischen Rassentheorien.

#### Opfer der Rassenhygiene
Die Opfer der Rassenhygiene waren physisch, psychisch, sensorisch (Taubheit, Blindheit) und besonders geistig behinderte Menschen, sogenannte „Asoziale“ und „Fremdrassige“. Die Zuordnungen konnten sich überschneiden.

##### Physisch, psychisch und geistig Behinderte

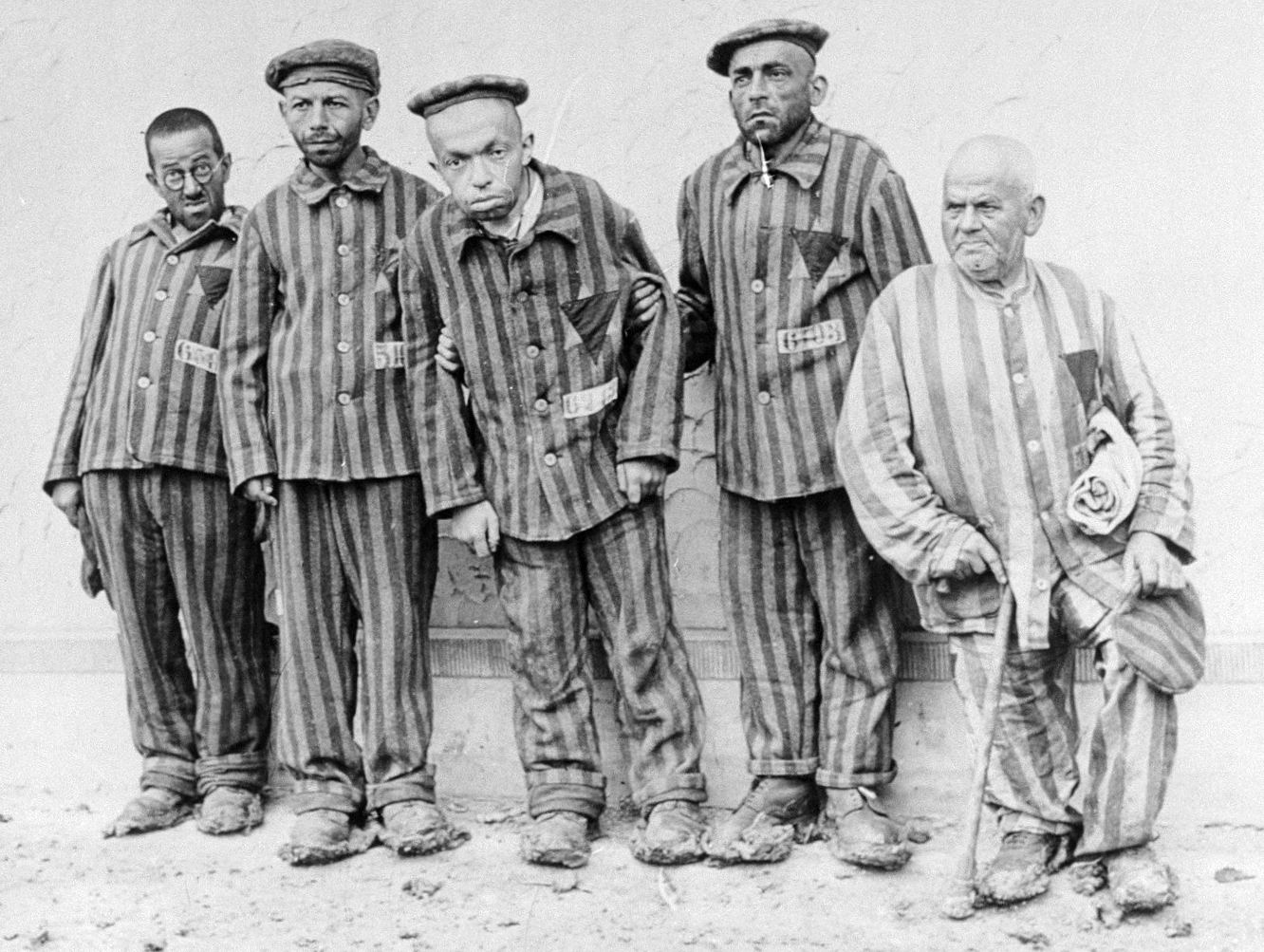
Fünf behinderte Juden im KZ Buchenwald, Juni-Aktion, Propagandaaufnahme, 1938

Besonders stark betroffen von der „Aufartungspolitik“ der Nationalsozialisten waren physisch, psychisch und geistig behinderte Anstaltsinsassen. Sie waren unter anderem der Zwangssterilisation nach dem Gesetz zur Verhütung erbkranken Nachwuchses, Misshandlung, Vernachlässigung, medizinischen Versuchen sowie Mordprogrammen (als „Euthanasie“ verharmlost) ausgesetzt. Aber auch Menschen mit Behinderungen außerhalb der Anstalten waren nicht sicher vor der nationalsozialistischen Politik. Der Begriff von geistig und seelisch Kranken in der NS-Zeit war sehr weit gefasst. Ein Zeugnis von Nachbarn und Polizisten, familiäre Hintergründe, der Schulabschluss und dubiose Fragebögen, in denen vor allem Kulturwissen abgefragt wurde, konnten zur Einordnung als „Schwachsinnige(r)“, und somit zur Sterilisation führen. Außerdem gab es die diagnostisch völlig subjektive Kategorie der „moralischen Schwachsinnigkeit“. Der Übergang von „schwachsinnig“ zu „asozial“ war fließend.

##### Sensorisch Behinderte (Taube und Blinde)
Eine Sterilisation vor allem von tauben Menschen erfolgte mit Zwangsmaßnahmen oder ohne deren Wissen und Einwilligung bei medizinischen Eingriffen. Die kommunikative Isolation der Tauben erleichterte das Vorgehen bei diesen im Vergleich zu den Blinden.

##### „Asoziale“

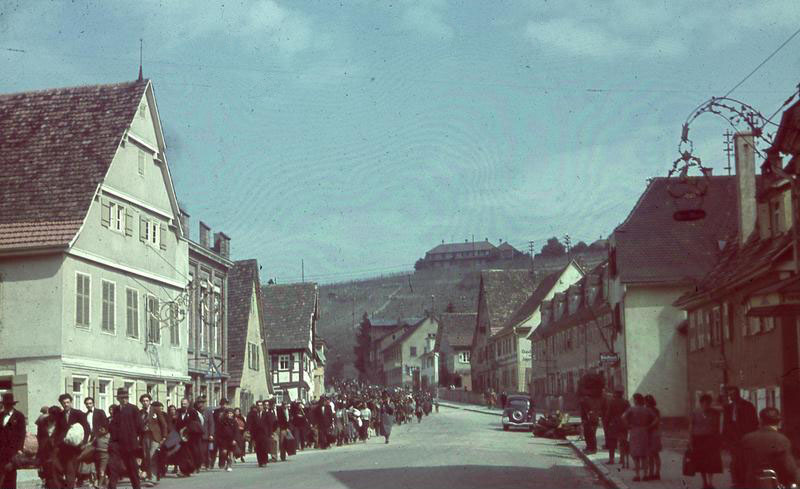
Deportation Mai 1940 in Asperg, Sinti werden von der Polizei durchs Dorf geführt

Als „asozial“ oder – synonym – „gemeinschaftsfremd“ galten sämtliche als minderwertig eingeschätzte Menschen aus den sozialen Unterschichten, die nicht oder ungenügend arbeiteten, beziehungsweise unangepasst lebten. Darunter fielen aus sozialhygienischen Gründen insbesondere Bettler, Landstreicher, jenische „nach Zigeunerart herumziehende Landfahrer“, Homosexuelle, Prostituierte, Zuhälter, arbeitsunwillige Fürsorgeempfänger, Alkoholiker und deklassierte Unterschichtsfamilien, aber auch sexuell freizügige Frauen und Personen, die Unterhaltsverpflichtungen vernachlässigten. Sinti und Roma galten qua ethnischer bzw. rassischer Zugehörigkeit als „geborene Asoziale“. Wie die so genannten „Schwachsinnigen“ wurden „Asoziale“ in „Trinkerlisten“ und „Sippenakten“, Homosexuelle in „rosa Listen“ erfasst. Die so genannten Asozialen waren von Eheverboten, Sterilisation, Asylierung und Internierung betroffen. „Asoziale“ Männer wurden in Konzentrationslagern, „Asozialenkolonien“ oder „Arbeitserziehungslagern“ Zwangsarbeit unterworfen. Eine unbekannte Zahl von Insassen überlebte die Lagerbedingungen nicht. Vermeintlich „asoziale“ Jugendliche wurden zur Disziplinierung in Jugendkonzentrationslager interniert.

##### „Fremdrassige“

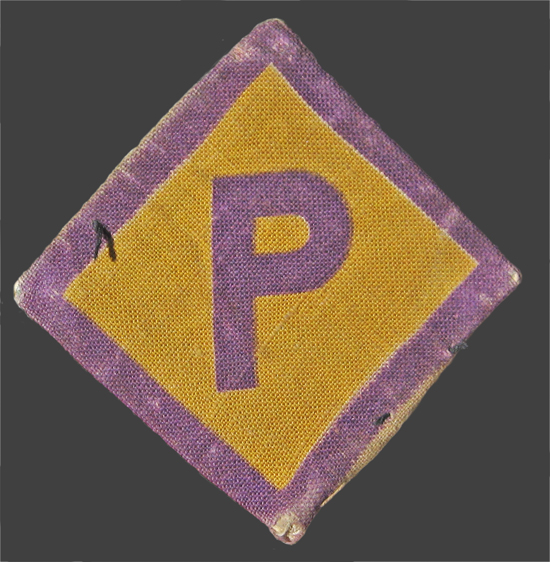
Das Polenabzeichen musste wegen der Polen-Erlasse jeder polnische Zwangsarbeiter in Deutschland tragen

In Mein Kampf formulierte Hitler vor allem zwei Ziele: die Vernichtung der Juden und die Schaffung neuen „Lebensraumes im Osten“. Auch hier spielt das Gedankengut der Rassenhygiene eine Rolle. „Fremdrassige“ wurden als Bedrohung der eigenen „Herrenrasse“ dargestellt, als minderwertig, gar lebensunwert. Allerdings hielt die Rassenhygiene hier wohl eher als Vorwand für eine rassistisch und antisemitisch motivierte Vernichtungspolitik her. Juden, so Hitler, seien unfähig, einen lebensfähigen Staat zu bilden und versuchten deshalb, sich mit „rassisch höheren Völkern“ zu verbinden, um sie dann zu „versklaven“. Sie würden die Wertunterschiede zwischen den Rassen und die Notwendigkeit des Lebenskampfes zwischen den Völkern ignorieren, woraus er ableitete, dass das deutsche Volk als „rassisch“ besonders wertvolles die Aufgabe habe, die Juden zu bekämpfen und den Lebenskampf zwischen den Völkern wieder zu aktivieren. Bei den als „fremdrassig“ eingestuften Roma und Sinti, die als „geborene Asoziale“ kategorisiert wurden, lässt sich die soziale nicht von der rassistischen Verfolgung trennen (wiewohl eine sich nicht durchsetzende rassenideologische Tendenz eine Minderheit von ihnen als „arisch“ ansah). Neben Juden und Roma – unter diesen die deutschen Sinti und Roma – aus allen nationalsozialistisch beherrschten oder mit dem Deutschen Reich verbundenen Territorien und Staaten gehörten auch Osteuropäer, Schwarze oder Araber zu den „Fremdrassigen“. Obwohl letztere Minderheit als „hamitisch“ und damit als mit den semitischen Juden verwandt angesehen wurde, wurde und wird nichtsdestotrotz der Begriff Antisemitismus in aller Regel nur auf das jüdische Volk bezogen. Ehen mit „Fremdrassigen“ waren verboten, Kinder aus solchen „Mischverbindungen“ konnten unter Zwang abgetrieben werden. Die als sowohl „fremdrassig“ als auch als kollektiv „asozial“ eingestuften Sinti und Roma waren wie alle „Asozialen“ von Zwangssterilisierungen betroffen. Im Zuge der Razzien gegen „Asoziale“ im April und im Juni 1938 wurden mehr als 10.000 Juden, Sinti, Roma und Angehörige anderer als „Zigeuner“ verfolgter Gruppen, aber zugleich Angehörige „deutschblütiger“ Gruppen von „Asozialen“, die der eugenisch motivierten „Rassenpflege“ als „Schädlinge im deutschen Volkskörper“ galten, wie Prostituierte, Fürsorgeempfänger, Landstreicher oder „Landfahrer“, in mehrere Konzentrationslager deportiert, die eine unbekannte Zahl von ihnen nicht überlebte.

#### Abtreibung, Eheverbot und „Rassenschande“

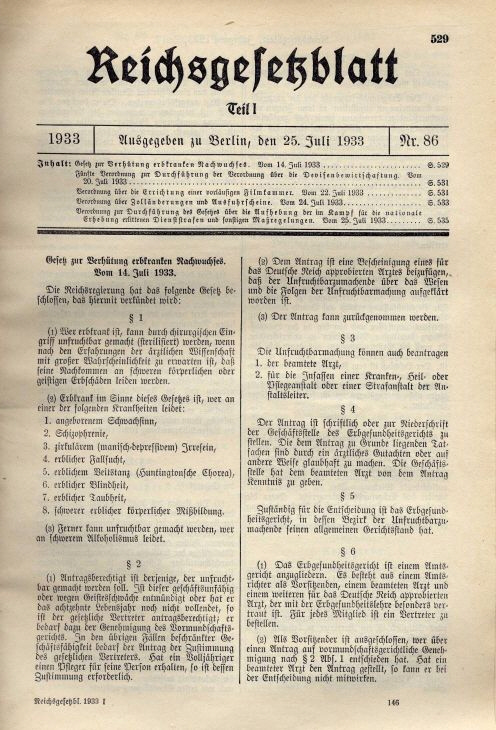
Das „Gesetz zur Verhütung erbkranken Nachwuchses“ im Reichsgesetzblatt vom 25. Juli 1933

Während die Nationalsozialisten „rassisch wertvolle“ Frauen dazu aufforderten, dem Vaterland Kinder zu schenken, wurden Frauen, die den rassischen, sozialen und politischen Ansprüchen der NS-Rassenhygieniker nicht genügten, daran gehindert, Kinder in die Welt zu setzen. Bereits vor Inkrafttreten des „Gesetzes zur Verhütung erbkranken Nachwuchses“ wurde die Abtreibung aus eugenischer Indikation freigegeben. Anfangs war bei Abtreibungen die Zustimmung der Schwangeren nötig, später mit dem Fortschreiten des Krieges wurden besonders bei polnischen und russischen Zwangsarbeiterinnen Abtreibungen gegen deren Willen durchgeführt.
Ab 1935 mussten Heiratswillige eine Gesundheitsprüfung ablegen. Ohne die Vorlage eines amtlichen Ehegesundheitszeugnisses durfte kein Standesbeamter eine Eheschließung vornehmen. In der Praxis waren allerdings die Gesundheitsämter nicht in der Lage, alle aufgebotenen Paare zu untersuchen, so dass sich die Untersuchungen auf „Verdachtsfälle“ beschränkten.
Am 15. September 1935 wurden die Nürnberger Gesetze „zum Schutz des deutschen Blutes und der deutschen Ehre“ erlassen, welche Ehen zwischen Juden und „Staatsangehörigen deutschen oder artverwandten Blutes“ verboten. Ebenfalls verboten wurde die Ehe „guter Deutscher“ mit Schwarzen Menschen oder „Zigeunern“. Übertretungen dieser Verbote wurden mit Gefängnis bestraft. Die schon vor 1933 erhobene Forderung, „Rassenschande“ unter Strafe zu stellen, führte vor allem in den Jahren 1934/1935 zu Pogromen gegen jüdische „Rassenschänder“. Das „Blutschutzgesetz“ und ein Erlass der Gestapo vom 18. September 1935 ermöglichten die richterliche Handhabe und staatliche Kontrolle. Der § 5 Abs. 2 des „Blutschutzgesetzes“, der eine Verurteilung von Frauen ausschloss, wurde von Gerichten und Gestapo umgangen, indem Frauen wegen Meineides oder Begünstigung angeklagt und vor allem jüdische Frauen von der Gestapo in Konzentrationslager eingewiesen wurden.

#### Rassenhygiene durch Sterilisation

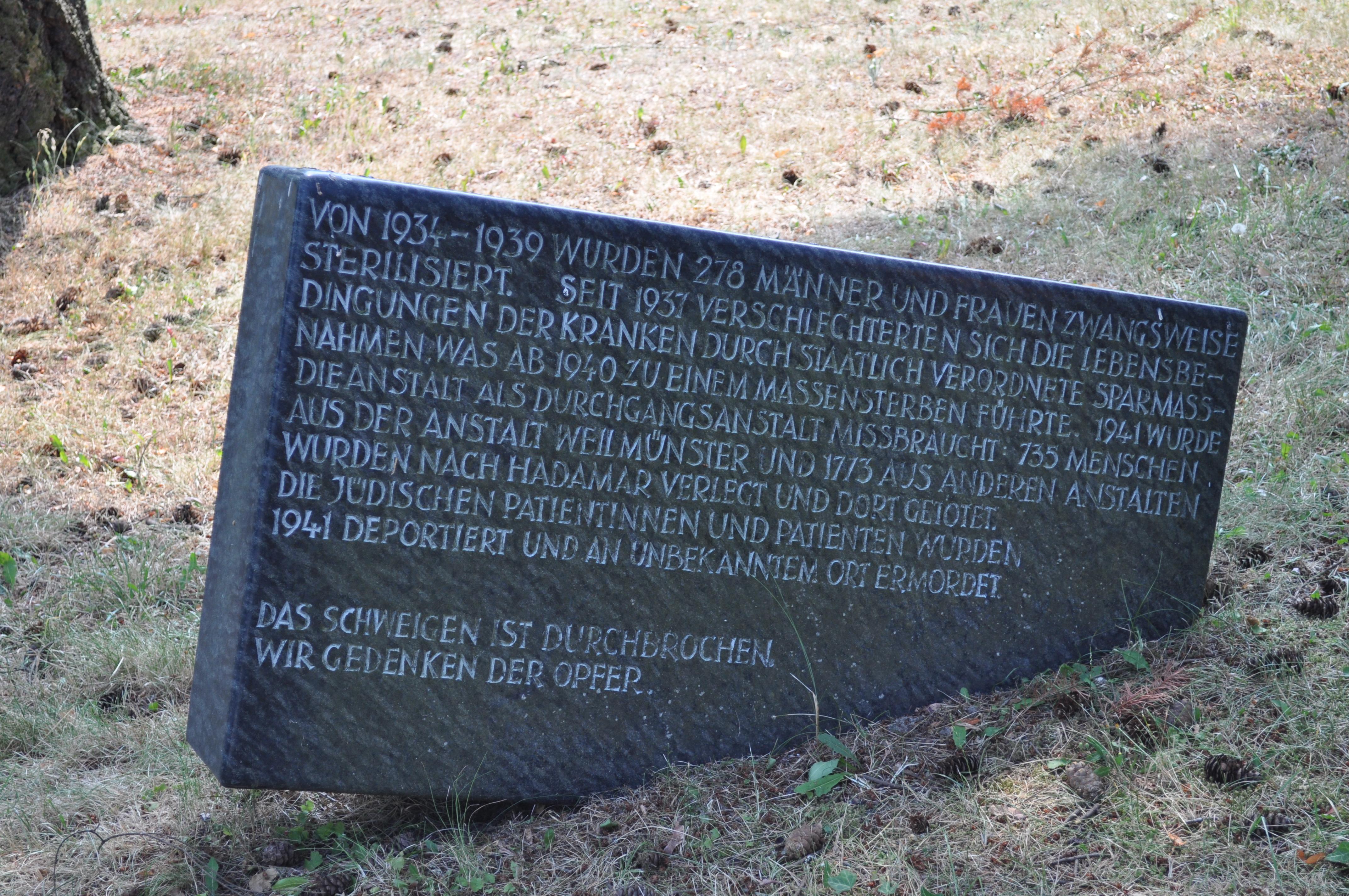
Gedenkstein im Klinikum Weilmünster an NS-Zwangssterilisierung

Das „Gesetz zur Verhütung erbkranken Nachwuchses“ vom 14. Juli 1933 betraf Anstaltsinsassen, kranke, behinderte und für „schwachsinnig“ erklärte Menschen, besonders aus ärmlichen Verhältnissen (und vor allem aus Bezirken, die in der Weimarer Republik die Kommunisten gewählt hatten, so Michael Burleigh in Die Zeit des Nationalsozialismus), „Asoziale“ und Menschen, in deren Familie psychische Krankheiten vorkamen, und konnte für diese die Sterilisation bedeuten.
Es wurde eine Meldepflicht für Ärzte eingeführt, das heißt mögliche Erbdefekte mussten bei den Gesundheitsämtern angezeigt werden. Der Hausarzt sollte ein „Hüter am Erbstrom der Deutschen“ sein. Die Entscheidung, ob eine Person sterilisiert werden sollte, lag bei den insgesamt 225 neu eingerichteten Erbgesundheitsgerichten, denen 18 Erbgesundheitsobergerichte als Berufungsinstanz übergeordnet waren, und die auch ohne Zeugenbefragung und in Abwesenheit des Betroffenen nur auf Grund eines Antrages eine Sterilisation anordnen konnten.
Bis 1939 waren innerhalb des „Altreichs“ schätzungsweise 200.000 bis 350.000 Menschen sterilisiert worden; insgesamt vermutet man mehr als eine halbe Million Opfer dieser Maßnahme. Das bedeutet, dass knapp ein Prozent der Deutschen unfruchtbar gemacht wurde. Rund 5000 Menschen – vor allem Frauen – starben infolge von Komplikationen während der Operation, viele – auch hier besonders Frauen – begingen Suizid oder erlitten dauerhafte Traumatisierungen.

#### Rassenhygiene durch Isolation

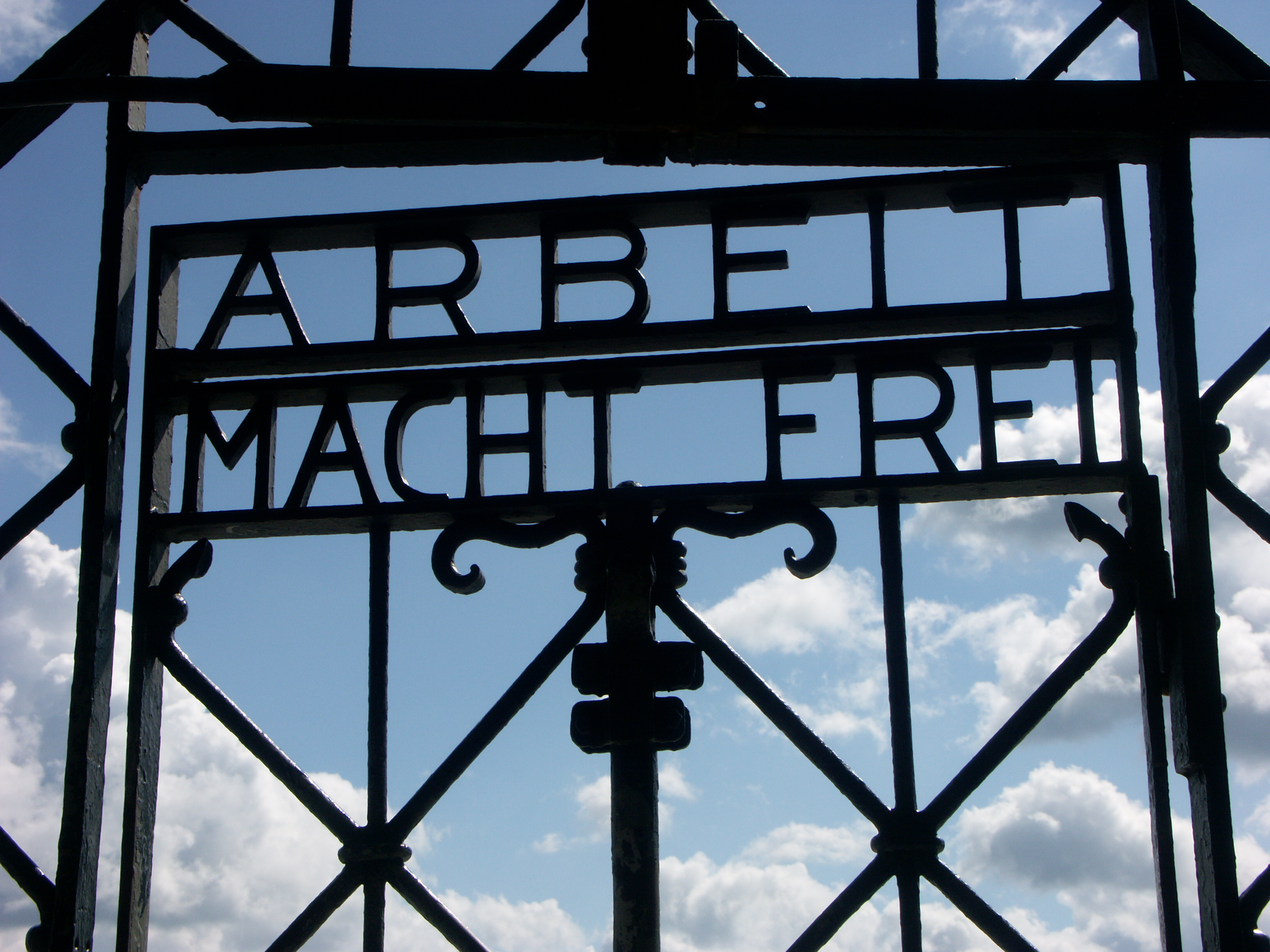
„Arbeit macht frei“, KZ Dachau

Neben der Sterilisation verfolgten die Nationalsozialisten die Politik der Isolierung und griffen damit wieder eine Forderung der Rassenhygieniker auf. Neben Juden und politischen Häftlingen wurden auch Obdachlose, Bettler und die so genannten „Arbeitsscheuen“ in Konzentrationslager deportiert. Als Wohnungsloser musste man ein „Wanderbuch“ als Pflichtausweis bei sich führen, in dem Wanderstraßen und Unterkünfte festgehalten wurden – besaß man ein solches Buch nicht, konnte man verhaftet werden. Bei der ersten „Bettlerrazzia“ vom 18. bis zum 25. September 1933 griffen Polizei und SA mehrere zehntausend Wohnungslose auf. Da die Gefängnisse nicht ausreichten, wurden viele wieder frei gelassen, andere wurden in regionale Arbeitslager verbracht. Nach dieser Razzia blieb das Vorgehen gegen „Asoziale“ bis 1938 weitestgehend in den Händen lokaler und regionaler Körperschaften.
Im Jahr 1938 kam es wieder zu landesweiten Razzien. Die Ausführenden wurden dazu angehalten, vor allem arbeitsfähige Männer zu verhaften. Zwischen dem 21. und dem 30. April verhaftete die Gestapo etwa 2000 „Arbeitsscheue“. Im Sommer 1938 gab Reinhard Heydrich der Kriminalpolizei den Auftrag, in jedem Kripoleitstellenbezirk mindestens 200 „Asoziale“ zu verhaften, mit der Begründung, dass „das Verbrechertum im Asozialen seine Wurzeln hat“, und auf Grundlage des Erlasses zur „Vorbeugenden Verbrechensbekämpfung durch die Polizei“ vom 14. Dezember 1937. Am 13. Juni startete die Aktion „Arbeitsscheu Reich“; die Mindestzahl von 200 wurde meistens weit überschritten und zehntausend „Asoziale“ wurden zur Zwangsarbeit in Konzentrationslager gebracht.
An der Aktion „Arbeitsscheu Reich“ erkennt man, dass der rassenhygienische Ansatz zugunsten ökonomischer Überlegungen in den Hintergrund trat. Für die Kriegsvorbereitung wurden Arbeitskräfte benötigt und die Rassenhygiene bot den passenden Vorwand, um Tausende von arbeitsfähigen Männern zu versklaven.

#### Rassenhygiene durch Vernichtung

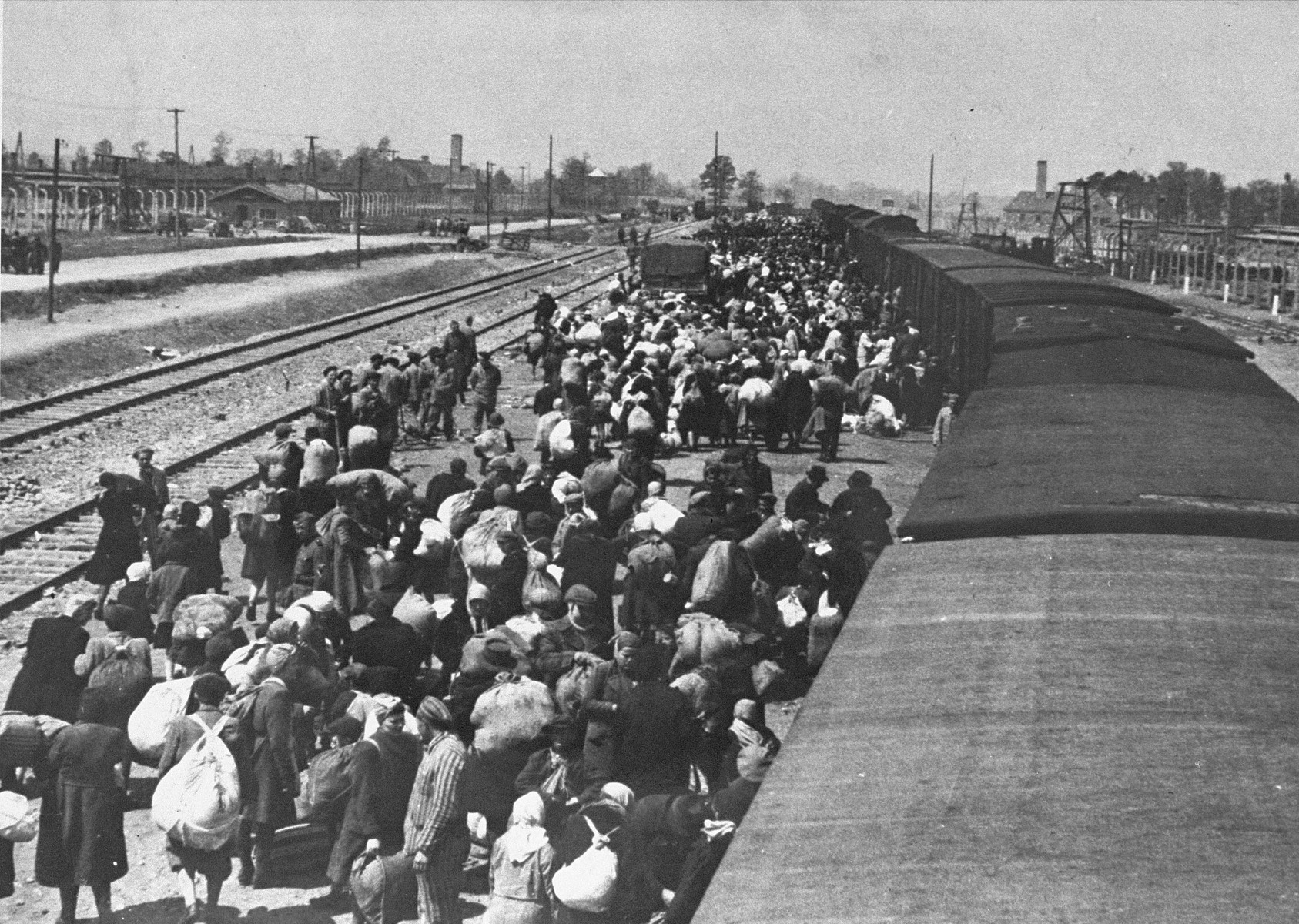
Ein Deportationszug ungarischer Juden erreicht Auschwitz im Mai 1944; am rechten Bildrand das Südende des „Zigeunerlagers“

Von der Vernichtungspolitik waren besonders die so genannten „Fremdrassigen“ betroffen, hier vermischt sich jedoch „Rassenhygiene“ mit Rassismus und Antisemitismus. Unter der Bezeichnung „Endlösung der Judenfrage“ wurden im Holocaust bis zum Ende des Krieges rund sechs Millionen Juden in Konzentrationslagern, durch Massaker und systematische Exekutionen ermordet. Ebenso erging es im Porajmos einer nur schwer zu beziffernden Zahl von Sinti, Roma und Angehörigen anderer, als „Zigeuner“ verfolgter Gruppen.
Der Mord an den psychisch kranken Anstaltsinsassen geht auf das rassenhygienische Gedankengut, gepaart mit wirtschaftlichen Überlegungen, zurück. Die drastische Herabsetzung der Ausgaben im Fürsorgebereich bedeutete besonders für die Heil- und Pflegeanstalten starke Einschränkungen. In Hessen zum Beispiel sank der tägliche Verpflegungssatz auf unter 40 Pfennig, eine Summe, von der man einen erwachsenen Menschen nicht ernähren konnte. Viele Kranke verhungerten vor der Ermordung. Die in Anstalten untergebrachten Kranken wurden systematisch vernachlässigt und durch Nahrungsentzug, medizinische Versuche oder schließlich die „Euthanasie“ getötet.
Aber auch Kranke, die von ihren Familien gepflegt wurden, sollten vernichtet werden. Die zuständigen Ärzte und Fürsorger wurden angewiesen, Einweisungen zu veranlassen. Oft genug war es der langjährige eigene Hausarzt, der dafür sorgte, dass die Familie von ihrem bisher zu Hause lebenden und gepflegten kranken Angehörigen Abschied nehmen musste. Sie hatte gegen die Entscheidung des Arztes keine Handhabe und wurde über das weitere Schicksal des Kranken im Unklaren gelassen, da es psychiatrische Anstalten gab (z. B. Jerichow in Sachsen-Anhalt), die nur als „Zwischenanstalten“ genutzt wurden, um Spuren zu verwischen.
Einige Zeit später erhielt dann die Familie die Todesnachricht (z. B. TBC für einen bisher organisch völlig gesunden Angehörigen) und die Benachrichtigung, sie könne sich die Urne des Verstorbenen auf Wunsch zuschicken lassen. Oft genug wurde die Urne nicht angefordert, ahnten oder wussten doch die Familien, dass es nicht die Asche ihres Angehörigen, sondern die eines anderen Ermordeten sein würde.

##### Kinder-Euthanasie
Am 18. August 1939, zwei Wochen vor Beginn des Zweiten Weltkrieges, wurden Hebammen, Geburtshelfer und Ärzte mit einem Erlass aufgefordert, behinderte Neugeborene zu melden – dies galt rückwirkend auch für Kinder bis zu drei Jahren. Die Ermordung dieser Kinder begann nach Kriegsbeginn. Die ärztlichen Gutachten, die über Leben und Tod der Kinder entschieden, wurden von Ärzten erstellt, die die Kinder teilweise gar nicht zu Gesicht bekamen. Zur Tötung wurde eine Überdosis des Epilepsie-Medikamentes Phenobarbital, bekannt unter dem Handelsnamen „Luminal“, verabreicht, ebenso wurde durch systematische Unterernährung getötet. Die Zustimmung der Eltern, die offiziell Voraussetzung für die Tötung der Kinder war, wurde auf sehr zweifelhafte Weise eingeholt, oft wussten die Eltern nicht, was ihre Kinder erwartete. Die Bezeichnung „Kinderfachabteilung“ sollte bewusst den wahren Zweck der Einrichtungen vertuschen. Die Totenscheine bescheinigten eine natürliche Todesursache. Die Zahl der zwischen 1939 und 1945 ermordeten Kinder wird auf mindestens 5.000 geschätzt.
Die Verwendung des Wortes „Euthanasie“ für diese Tötungen ist ein Sprachmissbrauch. Euthanasie bedeutet Sterbehilfe, um den Betroffenen schweres Leiden zu ersparen, und das Wort sollte nur in diesem Sinne gebraucht (und anderenfalls mindestens in Anführungszeichen gesetzt) werden. So verfährt beispielsweise Ernst Klee in seinen Büchern über diese Verbrechen.

##### Aktion T4

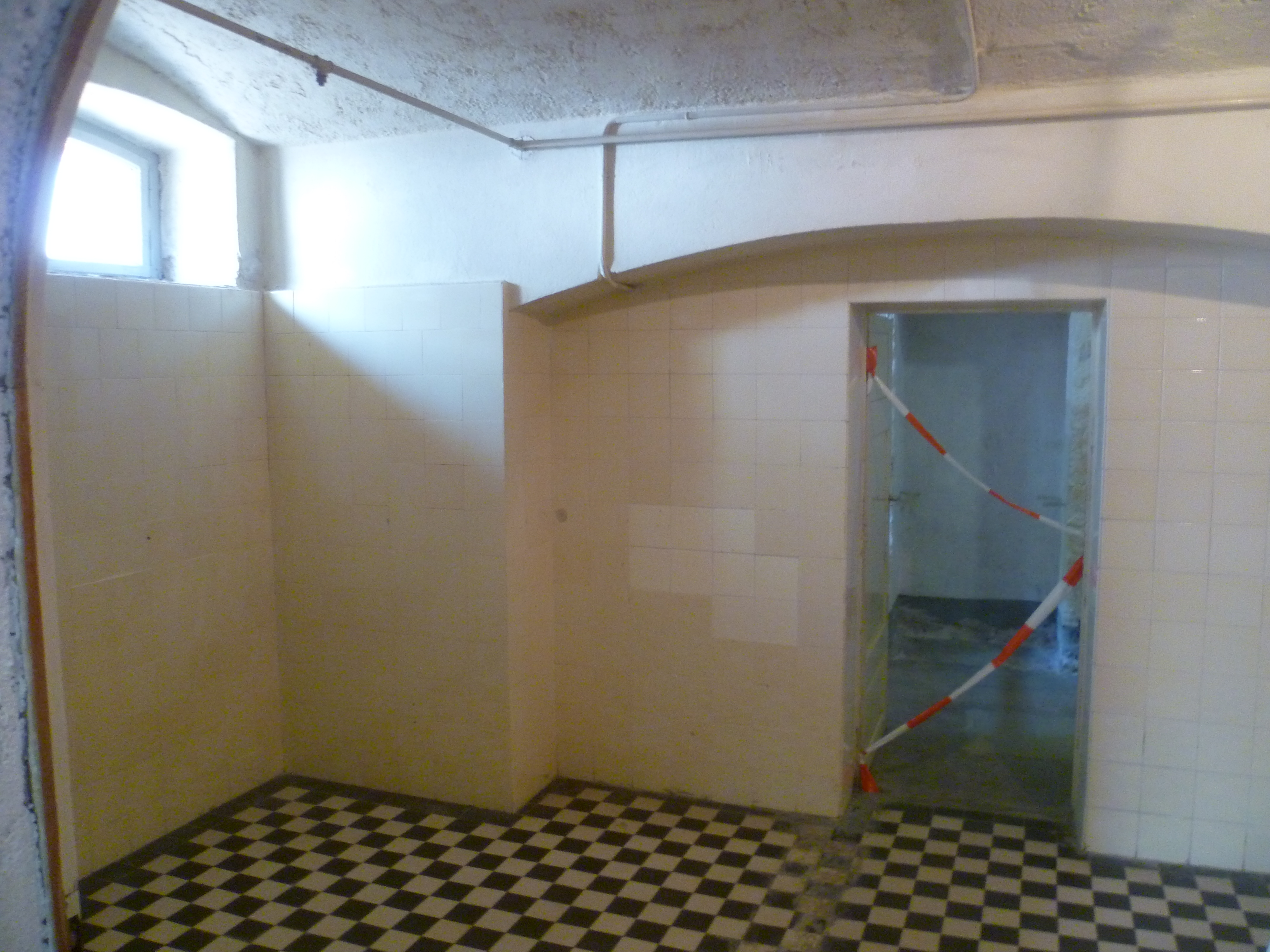
Gaskammer in der Tötungsanstalt Hadamar

Bald nach Einführung der Kindermorde begann die „Euthanasie“ an Erwachsenen. Hitlers Ermächtigungsschreiben, vermutlich im Oktober 1939 entstanden, wurde auf den 1. September 1939 zurückdatiert, um die Sachzwänge des Krieges geltend zu machen. Es verfügte, „dass nach menschlichem Ermessen unheilbar Kranken bei kritischster Beurteilung ihres Krankheitszustandes der Gnadentod gewährt werden kann“. Aktion T4, nach der Anschrift Tiergartenstr. 4 in Berlin, wurde zur Tarnbezeichnung für den daraufhin stattfindenden Massenmord an über 100.000 psychisch Erkrankten und Behinderten.
Die zur „Euthanasie“ ausgesuchten Patienten wurden aus der jeweiligen Heilanstalt wegverlegt und in besonderen Einrichtungen durch Luftinjektionen oder mit Medikamenten getötet. Ab Anfang 1940 folgte die massenhafte Ermordung in Gaskammern. 1941 wurde die Aktion T4, möglicherweise auch wegen des kirchlichen Widerstands, z. B. der Predigten von Bischof Clemens Graf Galen, abgebrochen. Außerdem waren zu dem Zeitpunkt die Zielzahlen von etwa 90.000 Getöteten erreicht. Tatsächlich wurde die Tötung von Behinderten und Geisteskranken als sogenannte „wilde Euthanasie“ bis zum Kriegsende in vielen Anstalten fortgeführt. Viele Pflegeheimbewohner wurden zum Beispiel durch systematischen Nahrungsentzug oder die Gabe von sedierenden Medikamenten getötet.

##### Mord an jüdischen Anstaltsinsassen
Während es für „arische“ Anstaltsinsassen noch ansatzweise Untersuchungen gab, bevor sie für die Ermordung bestimmt wurden, machten die Ärzte sich diese „Mühe“ bei jüdischen Kranken nicht. So schreibt der KZ-Arzt Friedrich Mennecke seiner Frau aus dem Hotel Elephant in Weimar am 25. November 1941 über eine Selektion im KZ Buchenwald: „Danach untersuchten wir noch bis 16 Uhr, und zwar ich 105 Patienten […]. Als zweite Portion folgte[n] nun insgesamt 1200 Juden, die sämtlich nicht erst ’untersucht’ werden […] Punkt 17 [Uhr] ’warfen wir die Kelle weg’ und gingen zum Abendessen.“ Sämtliche jüdische Anstaltsinsassen fielen den Mordaktionen zum Opfer.
Es gibt zahlreiche Verknüpfungspunkte zwischen der „Endlösung der Judenfrage“ und den Krankenmorden; die Nationalsozialisten setzten mit Gaskammern anstelle der ursprünglichen tödlichen Medikamente dieselbe „Tötungstechnologie“ und dasselbe Personal ein. Die Historiker Martin Broszat, Hans Mommsen und vor allem Henry Friedlander gehen sogar davon aus, dass ohne die Perfektionierung der Mordmaschinerie durch die Krankenmorde der Holocaust nicht in dem Maße stattgefunden hätte, wie es schließlich der Fall war.

## Juristische Aufarbeitung

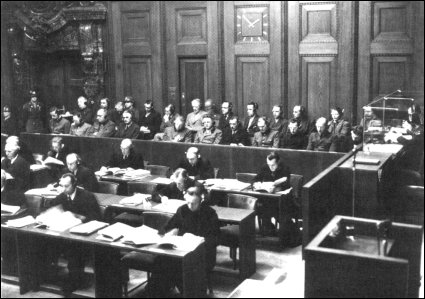
Die 23 Angeklagten im Nürnberger Ärzteprozess, 1946/1947

Angesichts der Gräueltaten begannen schon frühzeitig jüdische Vereinigungen, nationaler Widerstand und Untergrundorganisationen wie Polnischer Untergrundstaat mit der Beweissicherung und Dokumentation von Verbrechen. Auf Initiative von neun Londoner Exilregierungen im Jahr 1943 wurde die United Nations War Crimes Commission (UNWCC) ins Leben gerufen. Der Auftrag bestand in der Beweissicherung, Zusammenstellung von Täterlisten, Berichten an die Regierungen und Strafprozessvorbereitungen zu Kriegsverbrechen. Durch die Strafandrohung sollten potentielle Täter vor weiteren Taten abgeschreckt werden. Im Londoner Statut vom 8. August 1945 wurden die Straftaten für den Nürnberger Prozess gegen die Hauptkriegsverbrecher in Hauptkategorien zusammengefasst:
- Verbrechen gegen den Frieden (Art. 6a) durch Planung und Führung eines Angriffskrieges (entgegen Kellogg-Briand-Pakt von 1929)
- Kriegsverbrechen (Art. 6b): Mord, Misshandlungen, Deportationen zur Sklavenarbeit von Zivilpersonen und Kriegsgefangenen sowie die Plünderung und Zerstörung ohne militärische Notwendigkeit
- Verbrechen gegen die Menschlichkeit Art. 6c: Mord, Ausrottung, Versklavung, Deportation oder andere unmenschliche Handlungen aus politischen, rassistischen oder religiösen Gründen

Neben dem Nürnberger Hauptprozess befassten sich hauptsächlich die folgenden vier Nürnberger Folgeprozesse der Alliierten mit rassehygienischen Straftaten:
- Fall I: Nürnberger Ärzteprozess
- Fall IV: Prozess Wirtschafts- und Verwaltungshauptamt der SS
- Fall VIII: Prozess Rasse- und Siedlungshauptamt der SS
- Fall IX: Einsatzgruppen-Prozess

## Rezeption
Anstelle der Rassenhygiene entwickelten sich später mehrere Humanwissenschaften: Aus der menschlichen Erblehre wurde die Humangenetik. Auch die Bevölkerungswissenschaft sowie bestimmte Formen der Medizinstatistik haben hier historische und ideengeschichtliche Wurzeln. Aufgrund dieser Gemengelage ist es bei einzelnen Vertretern der Rassenhygiene nicht einfach, die Linie zwischen Ideologie, Pseudowissenschaft und Wissenschaft zu ziehen, die Grenzen sind fließend. Zahlreiche deutsche Gründerväter dieser Fachdisziplinen waren als Schreibtischtäter in die inhumane Politik verwickelt.
Da grundlegende Wissensformationen der Eugenik wie Vererbung, Selektion und Arterhaltung durch ihre wissenschaftliche Akzeptanz die Etablierung der Rassenhygiene förderten und auch nach 1945 noch in die „neue“ Eugenik und die Humangenetik einfließen und ihre Gültigkeit behalten haben sowie im Medien- und Alltagsdiskurs bis heute dort zirkulieren, beschäftigt sich auch die bioethische Diskussion mit Reproduktionsmedizin, pränataler Diagnostik, Humangenomprojekten oder humangenetischen Beratungen. Dies lässt Kontinuitäten, Brüche und Transformationen eugenischer Konzepte sowie ihre Entstehungszusammenhänge erkennen.

## Filme
- Die Unwertigen, Dokumentarfilm aus dem Jahr 2009 von Renate Günther-Greene